# ウィレム・ドロステ
ウィレム・ドロステ (Willem Drost, 1633年4月19日に洗礼 - 1659年2月25日に埋葬)は、オランダの画家。レンブラントの弟子であったが、若くして亡くなったためにドロスト作とされているものは少ない。

## 生涯
ウィレム・ドロステはアムステルダム生まれと思われるが、詳細は不明である。画家のアルノルト・ホウブラーケンによると、1650年頃にはレンブラントの弟子となって緊密な関係を築き、歴史画や宗教的な主題の作品、肖像画等を作成した。1654年に『バテシバ』を描いたが、同年レンブラントが同じ主題で描いた後の作品と思われる。現在では両方ともルーヴル美術館の所蔵となっている。

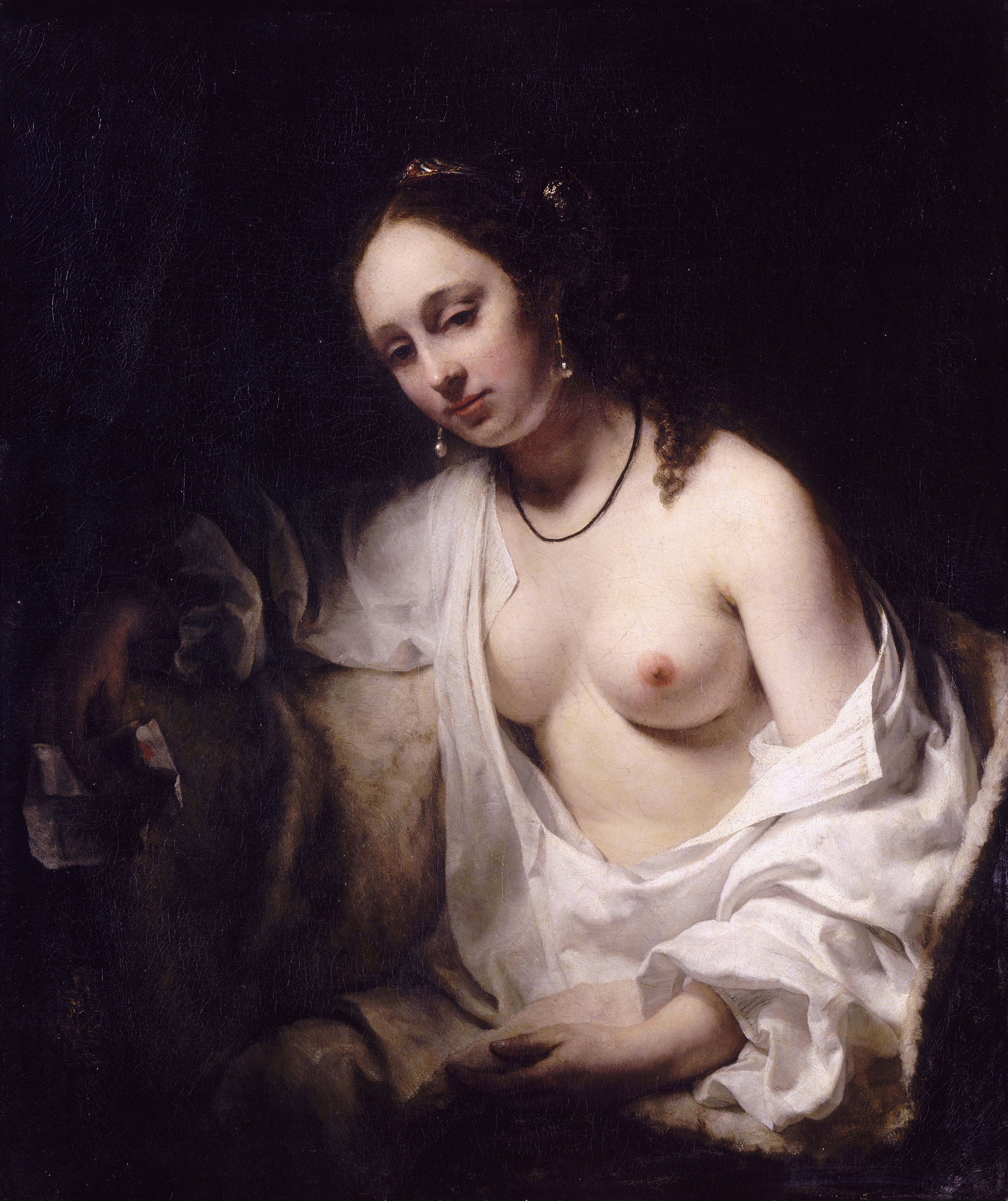
『ダビデ王の手紙を持つバテシバ』（1654年）

ドロステは1655年までアムステルダムにおり、その後イタリアを訪れた。
1650年代半ば、ドロステはローマに向かい、またヴェネツィアでドイツ人の画家ヨハン・カール・ロトと『4福音宣明者』のシリーズ（現在では消失）を共同制作したと言われている。ドロステは1659年にヴェネツィアで亡くなった。
ウィレム・ドロステの作品とされているものは非常に少なく、対照的に師であるレンブラント作とされているものは油彩画だけで2000点以上あるが、その多くはサインがない。近年、レンブラント作とされている作品でも、その弟子や関連する人物の作ではないかと考えられるものがある。
ドロステはレンブラントの弟子の中でも最も才能のあった画家のひとりである。ドロステの1654年の『本を持つ若い女性の肖像』は300年以上の間レンブラント作だと考えられていた。また、1897年に発見された『ポーランドの騎手（en: The Polish Rider）』（フリック・コレクション）はレンブラント作とされてきたが、ドロステ作の可能性がある。

## 主な作品
- 1651: 『ベツレヘムに向かうルツとナオミ』 Ruth and Naomi on the road to Bethlehem - アシュモレアン博物館、オックスフォード
- 1652: 『自画像』Self Portrait of the Artist
- 1653: 『男性の肖像』Portrait of a Man - メトロポリタン美術館、ニューヨーク
- 1653: 『女性の肖像』Portrait of a Woman - ブレディウス美術館、ハーグ
- 1653: 『哲学者』The Philosopher - ナショナル・ギャラリー、ワシントンDC
- c.1654: 『若い女性の肖像』Portrait of a Young Woman - ウォレス・コレクション、ロンドン
- 1654:『本を持つ若い女性の肖像』 Portrait of a Young Woman with her Hands Folded on a Book - ナショナル・ギャラリー、ロンドン
- 1654: 『赤いベレー帽をかぶった男性の肖像』Portrait of an Officer in a Red Beret - David Findlay Galleries、ニューヨーク
- 1654: 『ダビデ王の手紙を持つバテシバ』Bathsheba - ルーヴル美術館、パリ
- 1655: 『無慈悲な家来』The Unmerciful Servant - ウォレス・コレクション
- 1655: 『フルート奏者』Flute Player - 私蔵、ドイツ
- 1655: 『大きなつばのある帽子をかぶった男性』Bust of man wearing a large-brimmed hat -  アイルランド国立美術館、ダブリン
- c.1656 『フルートを持つ若者』Young Man with a Flute - 私蔵
- c.1657: 『子供を教える老女』Old Woman Teaching a Child - エルミタージュ美術館、サンクトペテルブルク
- c.1658: 『リコーダーを持つ少年』Boy with a Recorder - パラティーナ美術館、フィレンツェ
- c.1659: 『メルクリウスとアルゴス』Mercury and Argus - アルテ・マイスター絵画館、ドレスデン
- 1659: 『聖マタイと天使』St. Matthew and the Angel - ノースカロライナ美術館、ノースカロライナ州ローリー
- c.1659: 『ハガルとイシュマエルを追放するアブラハム』Abraham Casting Out Hagar & Ishmael - ギルフォード大学コレクション、ノースカロライナ州グリーンズボロ
- c.1650: 『福音宣明者ヨハネの扮する自画像』Self Portrait of the Artist as John the Evangelist - Bader Collection, ミルウォーキー

## 参照
1. ↑  Slive, 116
2. 1 2  Willem Drost in the w:RKD
3. 1 2  Slive, 117